# Ruspolia ferreirai
Ruspolia ferreirai är en insektsart som först beskrevs av Piza Jr. 1971.  Ruspolia ferreirai ingår i släktet Ruspolia och familjen vårtbitare. Inga underarter finns listade i Catalogue of Life.